# Nick Cannon
Nicholas Scott Cannon (San Diego, California, 8 de octubre de 1980) es un rapero, actor, comediante, director, guionista, productor de cine, empresario, productor discográfico y personalidad de radio y televisión estadounidense. En la televisión, Cannon comenzó en All That antes de ser el presentador de The Nick Cannon Show, Wild 'N Out y America's Got Talent. Actuó en las películas Drumline, El amor no cuesta nada y Roll Bounce. Como rapero, lanzó su primer álbum homónimo en 2003 con el sencillo «Gigolo», una colaboración con el cantante R. Kelly. En 2007 interpretó el papel del futbolista de ficción TJ Harper en la película Goal II: Living the Dream. En 2006, Cannon grabó los sencillos «Dime Piece» y «My Wife» para el álbum planificado Stages, que nunca fue lanzado. Cannon se casó con la cantante estadounidense Mariah Carey en 2008. Solicitó el divorcio en diciembre de 2014, después de seis años de matrimonio. El divorcio finalizó en 2016.

## Primeros años
Nicholas Scott Cannon nació el 8 de octubre de 1980 en San Diego, California. Fue criado en gran parte por su abuelo paterno, a quien tanto él como su padre biológico llamaron «papá». Cuando era niño creció en los Proyectos de Viviendas Bay Vista de Lincoln Park, que es una sección notoriamente llena de bandas en el sudeste de San Diego. Mientras que en su adolescencia estaba afiliado a la pandilla callejera «Lincoln Park Bloods», declarando que lo dejó atrás después de perder a un amigo cercano. Cannon recibió su primer descanso haciendo comedia stand-up en el programa local de acceso de cable de su padre.

## Carrera musical

### 1999–2006: Comienzos en la música,Nick CannonyStages
Cuando era adolescente, Cannon formó el grupo de rap «Da G4 Dope Bomb Squad» con su amigo Steve Groves; abrieron para artistas como Will Smith, LFO, 98 Degrees y Montell Jordan.
Después de firmar con Jive Records en 2001, apareció junto a Romeo Miller y 3LW en la banda sonora de Jimmy Neutrón: El niño genio con una versión de la exitosa canción de 1988 «Parents Just Don't Understand». Su primer álbum debut fue lanzado en 2003 e incluía el sencillo «Your Pops Don't Like Me (I Really Don't Like This Dude)».
En 2005, Cannon formó su propio sello discográfico, Can-I-Ball Records, con planes de lanzar su segundo álbum de estudio, titulado Stages, más tarde ese año. El primer sencillo del álbum, «Can I Live?», una canción provida, se lanzó en julio de 2005 seguido por el segundo sencillo «Dime Piece» en marzo de 2006. Nunca fue lanzado debido a la carrera de actor de Cannon.

### 2009–12: N'Credible Entertainment, Slick Nick yChild of the Corn
En 2009 Nick Cannon formó un nuevo sello discográfico después de cancelar su antiguo sello Can-I-Ball Records, titulado N'Credible Entertainment. En 2010, creó una parodia del pionero del hip hop, Slick Rick, titulada «Slick Nick». Lanzó dos canciones del personaje como «I'm a Slick Rick», un estilo libre del «Teach Me How to Dougie» de Cali Swag District en el que intentó disolver la megaestrella del hip-hop Eminem  y "Nick's Story", una versión rap de estilo libre de «Children's Story» de Slick Rick. El 6 de diciembre de 2011, Nick Cannon lanzó su mixtape de debut titulado Child of the Corn.

### 2013–present:White People Party Musicy segundo mixtape
El 26 de julio de 2013, Nick Cannon estrenó su nuevo sencillo «Me Sexy» y anunció más de siete años después de la estantería de su álbum Stages que estaba trabajando en un nuevo segundo álbum de estudio titulado White People Party Music presentando colaboraciones con Afrojack, Pitbull, Future y Polow da Don.
El segundo sencillo del álbum, «Looking for a Dream», fue lanzado el 11 de febrero de 2014. La canción presenta a Afrojack. El video musical fue lanzado en VEVO el 13 de febrero.
El 16 de noviembre de 2016, Nick Cannon lanzó su segundo mixtape The Gospel of Ike Turn Up: My Side of the Story. Antes del lanzamiento del mixtape, el 7 de noviembre de 2016 se lanzó un video musical para el sencillo «If I Was Your Man». La canción presenta a Jeremih y el video musical presenta una aparición especial de Chili de TLC.
El 2 de diciembre de 2016, Nick Cannon lanzó un sencillo llamado «Hold On» en iTunes.

## Otros proyectos

### Presentador
En 2005, Cannon creó, produjo y presentó la serie de comedia de improvisación de MTV, Wild 'N Out. Ese mismo año presentó el llamado truco de lodo en los Nickelodeon Kids' Choice Awards de 2005 en el que una bala de cañón humano fue baleada. También fue el presentador de la primera y única temporada de Friday Night Slimetime de Nickelodeon. Además, fue el DJ en el espectáculo Bigger, Longer, And Wider de Ellen DeGeneres. El 11 de diciembre de 2009, fue el presentador del Nickelodeon HALO Awards junto con Justin Timberlake, Hayden Panettiere, LeBron James, Kelly Rowland y Alicia Keys.
El 4 de julio de 2011, Cannon presentó «Nathan's Hot Dog Eating Contest», una competición anual de comidas competitivas de los Estados Unidos.
El 12 de noviembre de 2012, MTV2 anunció el resurgimiento de Wild 'N Out. El espectáculo fue producido por Ncredible Entertainment de Cannon, la serie se estrenó en 2013 con algunas caras que regresan unidas por una lista de talentos frescos. Cuando se le preguntó sobre el regreso del programa, Cannon dijo: «Con el elenco original de nuestro programa, todos, desde Kevin Hart a Katt Williams, Affion Crockett  y Taran Killam convirtiéndose en nombres familiares, estoy deseando trabajar con MTV2 mientras trabajamos para presentar el mayor estrellas de comedia del mañana con el regreso de Wild 'N Out». El rapero Big Boi de Outkast  confirmó en un tuit en Twitter que estaba filmando un episodio el 29 de enero de 2013 en Nueva York y para que la gente se una a la audiencia.
La temporada 5 del espectáculo se estrenó el 9 de julio de 2013, con las calificaciones más altas en la historia de MTV2. Fue renovado para la temporada 6 y 7, que se transmitió en dos bloques, el segundo reanudó a finales de 2015 y principios de 2016.
El 4 de noviembre de 2013, Cannon fue el maestro de ceremonias y un homenajeado en los Power 100 Awards de la revista Ebony. En 2014, comenzó a presentar Caught on Camera with Nick Cannon en NBC.
El 4 de agosto de 2016, Wild 'N Out regresó para su octava temporada después de tres temporadas récord.

#### Salida deAmerica's Got Talent
De 2009 a 2016, Cannon fue el presentador de America's Got Talent. Anunció que no volvería para 2017, citando diferencias creativas entre él y los ejecutivos de NBC. La renuncia se produjo tras las noticias de que la cadena consideraba haber despedido a Cannon después de hacer comentarios despectivos sobre NBC en su especial de comedia de Showtime, Stand Up, Don't Shoot. «Amo demasiado el arte y el entretenimiento como para verlo arruinado por el control de las corporaciones y las grandes empresas», dijo Cannon en un comunicado, haciendo referencia a la propiedad de NBC por parte del gigante de cable Comcast. Sin embargo, Cannon estaba técnicamente bajo contrato para presentar America's Got Talent y podría haber sido potencialmente demandado por NBC por incumplimiento de contrato, aunque esto se consideró poco probable. Los ejecutivos de NBC no aceptaron su renuncia y se dijo que estaban cruzando los dedos para que él optara por regresar. El 16 de febrero de 2017, Cannon declaró que planeaba mantener su posición a la hora de renunciar a America's Got Talent. La renuncia de Cannon finalmente se aceptó como final sin más incidentes. Fue reemplazado en su posición como presentador de America's Got Talent por Tyra Banks, conocida también por haber sido la presentadora de America's Next Top Model.

### Negocios
Cannon es ahora el presidente de TeenNick para Nickelodeon y el consultor creativo y de desarrollo de la red desde 2009. En 2012, creó una serie de comedia de esbozos, Incredible Crew, protagonizada por seis adolescentes mientras él escribía y producía la canción principal. El espectáculo fue producido por Cartoon Network Studios, en asociación con Ncredible Entertainment.
El 30 de noviembre de 2012, se publicó una foto de Nick en el sitio web de Ncredible Entertainment, que informaba que Nick había firmado un acuerdo con NBCUniversal para producir material con guiones y sin guiones para la red.
En 2015, Cannon fue nombrado como jefe creativo del desaparecido RadioShack. Según la compañía, este rol implicó «crear productos exclusivos de RadioShack y comisariar la experiencia en la tienda». RadioShack lo eligió con la esperanza de atender a una multitud más joven.

### Locutor de radio
El 19 de enero de 2010, Cannon comenzó a presentar el programa matutino (6-10 AM) con los copresentadores Nikki y Southern Sarah Lee en 92.3 NOW FM (WXRK-FM) en Nueva York.
Cannon tiene un programa de listas musicales semanal llamado Cannon's Countdown que se distribuye por CBS Radio.
El 17 de febrero de 2012, Cannon dejó el 92.3 NOW citando problemas de salud.

### Comedia
El 13 de julio de 2010, Cannon anunció que iba a hacer una gira de comedia en el otoño de 2010, comenzando en el festival Just for Laughs en Montreal.
A principios de 2011, Cannon grabó su primer especial de comedia stand-up titulado Mr. Showbiz en el Palms Casino Resort en Las Vegas. El especial se estrenó en Showtime el 14 de mayo de 2011. Un lanzamiento digital de Mr. Showbiz estuvo disponible en iTunes a partir del 16 de mayo de 2011, con un lanzamiento físico del álbum el 31 de mayo de 2011.

### Ncredible Entertainment

#### Artistas gestionados
- Make It Pop
- New Boyz
- Colette Carr
- Kreesha Turner
- Soulja Boy
- Amber Rose
- Kehlani
- Yvng Swag
- Justina Valentine

#### Televisión
- Incredible Crew
- Wild 'N Out (2013–2018)
- TeenNick Top 10 (2012–2018)
- Nickelodeon HALO Awards
- React to That
- Real Husbands of Hollywood
- Make It Pop
- Caught on Camera with Nick Cannon
- All That  (1998-2000)

#### Películas
- Hombres de negro II (2002)
- Shall We Dance (2004)
- The Killing Room (2009)
- El amor no cuesta nada (2003)
- School Dance (2014)
- Drumline: A New Beat (2014)
- King of the dancehall (2016)

## Vida personal
Cannon se casó con la cantante Mariah Carey el 30 de abril de 2008, en su propiedad privada en la Isla Windermere en Las Bahamas. El 30 de abril de 2011, su tercer aniversario de bodas, Carey dio a luz a gemelos fraternos: su hija Monroe (por Marilyn Monroe) y su hijo Moroccan Scott, porque Cannon se propuso ante Carey en su habitación de estilo marroquí; Scott es el segundo nombre de Cannon y el apellido de soltera de su abuela. Monroe, como su madre, no tiene segundo nombre.  Después de seis años de matrimonio, la pareja se separó, y Cannon solicitó el divorcio en 2014, que fue finalizado en 2016.
En 2015 comenzó a salir con Brittany Bell. La pareja tuvo un hijo, Golden "Sagon" Cannon, el 21 de febrero de 2017. La segunda hija de la pareja y la cuarta de Cannon, Powerful Queen, nació en diciembre de 2020. En mayo de 2021, se anunció que estaba esperando gemelos con la DJ Abby de la Rosa y otro hijo con la actriz de WildNOut, Alyssa Scott. 
El 14 de junio de 2021 nacieron sus gemelos con Abby de la Rosa, Zion Mixolydian y Zillion Heir. 
El 23 de junio de 2021 nació su séptimo hijo, Zen S. Cannon, con la modelo Alyssa Scott. Sin embargo, en diciembre de 2021 se anunció su fallecimiento debido a un cáncer cerebral. En octubre se confirmó que será padre de su 12 hijo junto Alyssa Scott. 
En enero de 2022 anunció que iba a ser padre por octava vez, esta vez con Bre Tiesi. Su octavo hijo, Legendary Love, nació el 28 de junio de ese año. En junio de 2022 se hizo público que iba a ser padre otra vez vez con Abby de la Rosa. 
El 14 de septiembre de 2022 nació su novena hija, Onyx, con Lanisha Cole. 
En agosto de ese año se hizo público que iba a tener otro hijo con Brittany Bell. El 28 de septiembre de 2022 le dio la bienvenida a su décimo hijo, Rise Messiah Cannon, con Brittany Bell, después de un parto con dificultades por el que tuvo que someterse a una cesárea.
El 11 de noviembre del 2022, en un post en sus redes sociales anunció el nacimiento de su decimoprimer hijo, una niña llamada Beautiful Zeppelin Cannon y también reveló que estaba esperando su décimo segundo hijo. El 28 de diciembre de 2022 anunció que su duodécimo hijo había nacido el 14 de diciembre, una niña a la que llamó Halo Marie junto a Alyssa Scott.
Cannon fue hospitalizado el 4 de enero de 2012, para el tratamiento de «insuficiencia renal leve», y nuevamente el 17 de febrero después de una embolia pulmonar. El 5 de marzo anunció que sus problemas renales se debían a la nefritis lúpica. Cannon se inscribió en la Universidad de Howard en 2016.

### Activismo
En 2011, Cannon filmó un anuncio de servicio público para Do Something animando a los adolescentes a encontrar una causa sobre la que son apasionados y tomar medidas en sus comunidades. Desde 2011, Cannon se ha desempeñado como el portavoz de celebridades de la campaña nacional anual de alimentos de la National Association of Letter Carriers, que se celebra en todo Estados Unidos el segundo sábado de mayo.
En noviembre de 2016, se informó ampliamente que Cannon comentaba su oposición al aborto, diciendo que el aborto es la eugenesia moderna y el control de la población.

## Conflicto con Eminem
El álbum de Eminem de 2009, Relapse, contenía una canción titulada «Bagpipes from Baghdad», burlándose de la esposa de Cannon, Mariah Carey. Cannon respondió a través de su cuenta de Twitter, mientras que Mariah lanzó una canción y un video titulado «Obsessed», con letras y efectos visuales dirigidos a Eminem.
Eminem respondió con una canción de estilo mixtape llamada «The Warning» en la que se dirigió tanto a Cannon como a Mariah, y luego comentó que ya había terminado de hablar sobre el tema.
Se creía que la disputa había terminado hasta septiembre de 2010, cuando Cannon respondió con la canción "I'm a Slick Rick", en la que toma fotos de Eminem en Slick Rick sobre el instrumental para «Teach Me How to Dougie» de Cali Swag District. Esto fue seguido por una campaña a través de Facebook, Twitter y su programa de radio que proponía una pelea de boxeo entre Eminem y Cannon para la caridad.
A finales de septiembre de 2011, más de un año después de que se lanzara «I'm a Slick Rick», Cannon lanzó otro golpe lírico a Eminem al lanzar una canción llamada «I Remember».
El 3 de octubre de 2011, Cannon lanzó otra canción llamada «Warning (Remix)» con Uncle Murda, dirigida a Eminem, el presentador de radio Charlamagne Tha God y la pelea entre el cantante de R&B Ray J y el rapero Fabolous. La canción presenta a Cannon dedicando líricas a Eminem y un clip de audio de Eminem con Tim Westwood en 2009 donde dice: «No tenía idea de que Nick Cannon iba a comenzar a "cagarme"», refiriéndose al programa de televisión de Wild 'n Out, cancelado por Cannon. Cannon replicó al clip diciendo: «¡Lo dijiste Marshall, eso es todo lo que tienes que hacer!» y que Slim Shady es «perdonado».
El 2 de junio de 2016, Cannon tuvo una entrevista con Tim Westwood. Westwood dijo: «La última vez que te vi, te estabas preparando para luchar contra Eminem». Cannon respondió, «Todavía estoy listo! Estoy tratando de encontrarlo. ¿Dónde está? ... Vamos a estar en los Estados Unidos para los BET Awards. Estoy sosteniendo una batalla de $100,000 dólares, quien lo quiera, pero tiene que ser alguien que pueda poner 100 mil dólares... Lo hice contacté con Tyga, él no lo quería. Fui a todo el Slaughterhouse. Lo hice como Mortal Kombat, dije que los tomaría a todos. para llegar al jefe». A lo largo de la entrevista, Westwood incita a Cannon, diciendo: «Nick, eres la mejor familia. No creo que ganes contra Eminem, pero eres el mejor en muchos otros aspectos». Cannon juega con todo y dice: «Al menos dile que se presente al partido. No puedo ganar por defecto».
El 16 de junio de 2016, Cannon derrama su corazón en una canción titulada «Divorce Papers». Recientemente se negó a firmar documentos de divorcio con su exesposa Mariah Carey. También mencionó a su padre falleciendo. Cannon usó algunas líneas en la pista como respuesta a los comentarios de odio que recibió de los fanáticos de Eminem, conocidos como «Stans». Él menciona a Eminem en unas pocas líneas. Dijo que puede relacionarse con la vida de la droga que tenía Eminem. «Em, ahora mismo podría relacionarme con él. Hábitos de drogas, todo el dolor en el que estaba». Lo último que mencionó en la canción, habla de sí mismo finalmente firmando los documentos de divorcio. «Han pasado más de dos años y yo soy el que ha estado esperando. Está jodido que el tiempo que pasas con tus propios hijos se llame "visitas". Hombre, a la mierda, vamos a firmar estos papeles».

## Discografía

### Álbumes de estudio
| Título                   | Detalles del álbum                                                                                              | Posición más alta | Posición más alta | Ventas                   |
| Título                   | Detalles del álbum                                                                                              | EUA               | R&B EUA           | Ventas                   |
| ------------------------ | --- | ----------------- | ----------------- | ------------------------ |
| Nick Cannon              | - Lanzamiento: 9 de diciembre de 2003 - Discográfica: Jive Records - Formatos: CD, descarga digital, LP         | 83                | 15                | - Ventas en EUA: 201,000 |
| White People Party Music | - Lanzamiento: 1 de abril de 2014 - Discográfica: N'Credible Entertainment - Formatos: CD, descarga digital, LP | —                 | —                 |                          |

### Álbumes recompilatorios
| Año  | Título |
| ---- | --- |
| 2014 | Nick Cannon Presents Wild 'N Out: Compilation Vol. 1 (con varios artistas) - Lanzamiento: 28 de enero de 2014 - Discográfica: N'Credible, RED - Formatos: CD, Digital, LP |

### Álbumes de comedia
| Título      | Detalles del álbum                                                                                       | Posición más alta | Posición más alta |
| Título      | Detalles del álbum                                                                                       | Comedy EUA        | R&B EUA           |
| ----------- | --- | ----------------- | ----------------- |
| Mr. Showbiz | - Lanzamiento: 14 de mayo de 2011 - Discográfica: New Wave Dynamics - Formatos: CD, descarga digital, LP | 3                 | 66                |

### Mixtapes
| Título                                          | Detalles del mixtape                   |
| ----------------------------------------------- | -------------------------------------- |
| Child of the Corn                               | - Lanzamiento: 6 de diciembre de 2011  |
| The Gospel of Ike Turn Up: My Side of the Story | - Lanzamiento: 16 de noviembre de 2016 |

### Sencillos

#### Como artista principal
| Título                                                                    | Año  | Posición más alta | Posición más alta | Posición más alta | Álbum                                           |
| Título                                                                    | Año  | Hot 100 EUA       | R&B EUA           | Rap EUA           | Álbum                                           |
| ------------------------------------------------------------------------- | ---- | ----------------- | ----------------- | ----------------- | ----------------------------------------------- |
| «Parents Just Don't Understand» (con Lil Romeo)                           | 2001 | —                 | —                 | —                 | Jimmy Neutron: Boy Genius soundtrack            |
| «Your Pops Don't Like Me (I Really Don't Like This Dude)»                 | 2003 | —                 | —                 | —                 | Nick Cannon                                     |
| «Feelin' Freaky» (featuring B2K)                                          | 2003 | 92                | 46                | —                 | Nick Cannon                                     |
| «Gigolo» (con R. Kelly)                                                   | 2003 | 24                | 21                | 9                 | Nick Cannon                                     |
| «Shorty (Put It on the Floor)» (con Busta Rhymes, Chingy y Fat Joe)       | 2003 | —                 | 101               | —                 | Love Don't Cost a Thing Soundtrack              |
| «Get Crunk Shorty» (con Ying Yang Twins y Fatman Scoop)                   | 2004 | —                 | —                 | —                 | Nick Cannon y My Brother & Me                   |
| «Can I Live?» (con Anthony Hamilton)                                      | 2005 | —                 | 85                | —                 | Sencillos sin álbum                             |
| «It's Your Birthday» (con Fatman Scoop)                                   | 2006 | —                 | —                 | —                 | Sencillos sin álbum                             |
| «My Wife» (con Slim de 112)                                               | 2006 | —                 | —                 | —                 | Sencillos sin álbum                             |
| «Dime Piece» (con Izzy)                                                   | 2006 | —                 | 70                | —                 | Sencillos sin álbum                             |
| «Famous» (con Akon)                                                       | 2011 | —                 | —                 | —                 | White People Party Music                        |
| «Me Sexy»                                                                 | 2013 | —                 | —                 | —                 | White People Party Music                        |
| «Dance Floor»                                                             | 2013 | —                 | —                 | —                 | White People Party Music                        |
| «Looking for a Dream»                                                     | 2014 | —                 | —                 | —                 | White People Party Music                        |
| «Pajama Pants» (con Future, Takeoff Quavo y Traphik)                      | 2015 | —                 | —                 | —                 | White People Party Music                        |
| «If I Was Your Man» (con Jeremih)                                         | 2016 | —                 | —                 | —                 | The Gospel of Ike Turn Up: My Side of the Story |
| «Hold On»                                                                 | 2016 | —                 | —                 | —                 | Sencillo sin álbum                              |
| "—" denota un sencillo que no alcanzó o no fue lanzado en ese territorio. |      |                   |                   |                   |                                                 |

## Filmografía

### Cine
| Año  | Película                      | Papel                | Notas                                       |
| ---- | ----------------------------- | -------------------- | ------------------------------------------- |
| 2000 | Whatever It Takes             | Chess Club Kid       |                                             |
| 2002 | Hombres de negro II           | MIB Autopsy Agent    | Títulos alternativos: MIB 2, MIIB           |
| 2002 | Drumline                      | Devon Miles          |                                             |
| 2003 | El amor no cuesta nada        | Alvin Johnson        | Título alternativo: Love Don't Co$t a Thing |
| 2004 | Garfield: la película         | Louis                | Rol de voz                                  |
| 2004 | ¿Bailamos?                    | Scott                |                                             |
| 2005 | Underclassman                 | Tracy "Tre" Stokes   | También escritor, productor ejecutivo       |
| 2005 | Roll Bounce                   | Bernard              |                                             |
| 2006 | Even Money                    | Godfrey Snow         |                                             |
| 2006 | The Adventures of Brer Rabbit | Brer Rabbit          | Voz                                         |
| 2006 | Monster House                 | Officer Lester       | Rol de voz                                  |
| 2006 | Bobby                         | Dwayne               |                                             |
| 2007 | Weapons                       | Reggie               |                                             |
| 2007 | Goal II: Living the Dream     | TJ Harper            |                                             |
| 2008 | American Son                  | Mike                 |                                             |
| 2008 | Day of the Dead               | Salazar              | Película directa a DVD                      |
| 2008 | Ball Don't Lie                | Mico                 |                                             |
| 2009 | The Killing Room              | Paul Brody           |                                             |
| 2010 | School Gyrls                  | Lunch Lady           | Director                                    |
| 2011 | Mash Up                       |                      |                                             |
| 2014 | Drumline: A New Beat          | Devon Miles          | También productor ejecutivo                 |
| 2014 | School Dance                  | Super Sizer/Él mismo | También director, coescritor, productor     |
| 2015 | Chi-Raq                       | Chi-raq              |                                             |
| 2016 | King of the Dancehall         | Tarzan Brixton       | También director                            |
| 2017 | Nick Cannon: The Vlad Couch   | Él mismo             |                                             |
| 2021 | The Misfits                   | Ringo                |                                             |

### Televisión
| Año                      | Título                               | Papel                             | Notas                                                                |
| ------------------------ | ------------------------------------ | --------------------------------- | -------------------------------------------------------------------- |
| 1998–2000                | All That                             | Varios                            | Papel principal, 33 episodios                                        |
| 1998–1999                | Kenan & Kel                          | No acreditado/Chico de las pizzas | 4 episodios                                                          |
| 2000                     | The Parkers                          | Garland                           | 1 episodio                                                           |
| 2001                     | Taina                                | Alex / LaTanya                    | 2 episodios                                                          |
| 2012                     | Rags                                 | Él mismo                          | Película de televisión                                               |
| 2002–2003                | The Nick Cannon Show                 | Él mismo                          | Papel principal, 22 episodios; también escritor, productor ejecutivo |
| 2004                     | Chappelle's Show                     | Él mismo                          | 1 episodio                                                           |
| 2005–2007, 2013–presente | Nick Cannon Presents: Wild 'N Out    | Él mismo                          | Anfitrión; también creador, escritor, director, productor ejecutivo  |
| 2007                     | Nick Cannon Presents: Short Circuitz | Él mismo                          | 8 episodios; también creador, director, productor ejecutivo          |
| 2009–2016                | America's Got Talent                 | Él mismo                          | Presentador                                                          |
| 2009–2019                | Disney Parks Christmas Day Parade    | Él mismo                          | Presentador                                                          |
| 2010                     | The Nightlife                        | Él mismo                          | Presentador                                                          |
| 2011                     | Up All Night                         | Calvin                            | Papel recurrente                                                     |
| 2012–presente            | TeenNick Top 10                      | Él mismo                          | Presentador                                                          |
| 2013-2014                | Incredible Crew                      | Él mismo                          | Locutor; también creador, productor ejecutivo, músico                |
| 2013–2016                | Real Husbands of Hollywood           | Él mismo                          | Papel principal                                                      |
| 2013                     | Nickelodeon Kids' Choice Awards      | Él mismo                          | Presentador                                                          |
| 2013                     | Big Time Rush                        | Él mismo                          |                                                                      |
| 2014–2015                | Brooklyn Nine-Nine                   | Marcus                            | Papel recurrente                                                     |
| 2014                     | Love & Hip Hop                       | Él mismo                          |                                                                      |
| 2014                     | The Eric Andre Show                  | Él mismo                          |                                                                      |
| 2015                     | Love & Hip Hop: Hollywood            | Él mismo                          |                                                                      |
| 2017                     | Too Shorts Boombox                   |                                   | Película de televisión                                               |
| 2017–2018                | Lip Sync Battle Shorties             | Él mismo                          | Presentador                                                          |
| 2019–presente            | The Masked Singer                    | Él mismo                          | Presentador                                                          |

## Premios y nominaciones
| Año  | Premio                          | Categoría                                             | Película o serie                                          | Resultado |
| ---- | ------------------------------- | ----------------------------------------------------- | --------------------------------------------------------- | --------- |
| 2003 | Black Reel Awards               | Mejor rendimiento innovador - Elección del espectador | Drumline                                                  | Nominado  |
| 2006 | Black Reel Awards               | Mejor conjunto                                        | Roll Bounce (compartido con el elenco)                    | Nominado  |
| 2006 | Hollywood Film Festival         | Conjunto del año                                      | Bobby (compartido con el elenco)                          | Ganador   |
| 2001 | Nickelodeon Kids' Choice Awards | Actor de televisión favorito                          | All That                                                  | Ganador   |
| 2002 | Nickelodeon Kids' Choice Awards | Actor de televisión favorito                          | The Nick Cannon Show                                      | Nominado  |
| 2003 | Nickelodeon Kids' Choice Awards | Actor de televisión favorito                          | The Nick Cannon Show                                      | Nominado  |
| 2003 | MTV Movie Awards                | Rendimiento innovador masculino                       | Drumline                                                  | Nominado  |
| 2003 | MTV Movie Awards                | Mejor beso                                            | Drumline (compartido con Zoe Saldaña)                     | Nominado  |
| 2007 | Screen Actors Guild Awards      | Rendimiento excepcional de un elenco en una película  | Bobby (compartido con el elenco)                          | Nominado  |
| 2003 | Teen Choice Awards              | Choice Movie Actor — Drama/Acción de aventura         | Drumline                                                  | Nominado  |
| 2003 | Teen Choice Awards              | Choice Movie Breakout Star — Hombre                   | Drumline                                                  | Nominado  |
| 2004 | Teen Choice Awards              | Choice Movie Liplock                                  | Love Don't Cost a Thing (compartido con Christina Milian) | Nominado  |
| 2004 | Teen Choice Awards              | Choice Movie Liar                                     | Love Don't Cost a Thing                                   | Nominado  |
| 2004 | Teen Choice Awards              | Choice Movie Chemistry                                | Love Don't Cost a Thing (compartido con Christina Milian) | Nominado  |
| 2006 | Teen Choice Awards              | TV — Choice Personality                               | Nick Cannon Presents Wild 'n Out                          | Nominado  |
| 2007 | Teen Choice Awards              | TV — Choice Personality                               | Nick Cannon Presents Wild 'n Out                          | Nominado  |
| 2012 | NAACP Image Awards              | Actor de reparto excepcional                          | Up All Night                                              | Ganador   |